# 벨트라미-에네퍼 정리
벨트라미-에네퍼 정리(Beltrami-Enneper theorem, -定理)는 이탈리아의 수학자 에우제니오 벨트라미와 독일의 수학자 알프레트 에네퍼의 이름이 붙은 미분기하학의 초보적인 정리이다. 벨트라미가 1866년, 에네퍼가 1870년에 증명하였다. 다음과 같이 쓸 수 있다.
- 만약 어떤 곡면의 점근선(asymptotic curve)의 곡률이 어느 점에서도 0이 아니라면, 이 점근선의 열률의 제곱은 점마다 항상 그 곡면의 가우스 곡률의 절댓값과 같다. 즉,
- {\displaystyle \tau ^{2}=|K|.}

이 정리를 이용하면 나선면(helicoid) 등 일부 곡면의 가우스 곡률을 쉽게 구할 수 있다.

## 참고 문헌
- Barrett O'Neill, Elementary differential geometry, Elsevier, 2006, 5장 6절의 연습문제.